# Sauber C15
A Sauber C15 egy Formula–1-es versenyautó, amelyet a Sauber csapat tervezett és versenyeztetett az 1996-os Formula–1 világbajnokságban. Pilótái Johnny Herbert és Heinz-Harald Frentzen voltak.

## Áttekintés
Az ígéretes 1995-ös idényt követően, amit gyári Ford V8-as motorokkal vittek végig, a csapat nem lépett előre, főként azért nem mert a Ford V10-eseire váltottak, melyek ugyan erősebbek voltak, de megbízhatatlanabbak is. Egész idényben csak 11 pontot gyűjtöttek, majdnem csak feleannyit, mint az előző évben, még úgy is, hogy ezúttal nem volt akkora a különbség Frentzen és az aktuális csapattársa között, mint korábban. Frentzent elvesztette a csapat az idény végén, aki a Williamshez igazolt. A szezon során egy dobogós helyezést értek el Herbert révén a kaotikus monacói nagydíjon, ahol Frentzen negyedik lett. Herbert az ausztrál nagydíjon az első körben a Martin Brundle-lel való ütközése miatti csúnya balesetben kiesett, és mivel az újraindításon már nem tudott részt venni, az akkori szabályok szerint úgy rangsorolták, mintha nem is indult volna. Emellett a francia nagydíjról ki is zárták.
Az autók festése világosabb kék lett, mint korábban, és megjelentek az oldalán a Petronas szponzorra jellemző zöldeskék színek is.

## Eredmények
| Év   | Csapat               | Motor           | Gumik | Pilóták               | 1   | 2   | 3   | 4   | 5   | 6   | 7   | 8   | 9   | 10  | 11  | 12  | 13  | 14  | 15  | 16  | Pontok | Helyezés |
| ---- | -------------------- | --------------- | ----- | --------------------- | --- | --- | --- | --- | --- | --- | --- | --- | --- | --- | --- | --- | --- | --- | --- | --- | ------ | -------- |
| 1996 | Red Bull Sauber Ford | Ford JD Zetec-R | G     |                       | AUS | BRA | ARG | EUR | SMR | MON | ESP | CAN | FRA | GBR | GER | HUN | BEL | ITA | POR | JPN | 11     | 7.       |
| 1996 | Red Bull Sauber Ford | Ford JD Zetec-R | G     | Johnny Herbert        | NI  | KI  | 9   | 7   | KI  | 3   | KI  | 7   | KIZ | 9   | KI  | KI  | KI  | 9   | 8   | 10  | 11     | 7.       |
| 1996 | Red Bull Sauber Ford | Ford JD Zetec-R | G     | Heinz-Harald Frentzen | 8   | KI  | KI  | KI  | KI  | 4   | 4   | KI  | KI  | 8   | 8   | KI  | KI  | KI  | 7   | 6   | 11     | 7.       |

† - nem fejezte be a futamot, de rangsorolták, mert teljesítette a versenytáv 90 százalékát